# Chelsea Manor

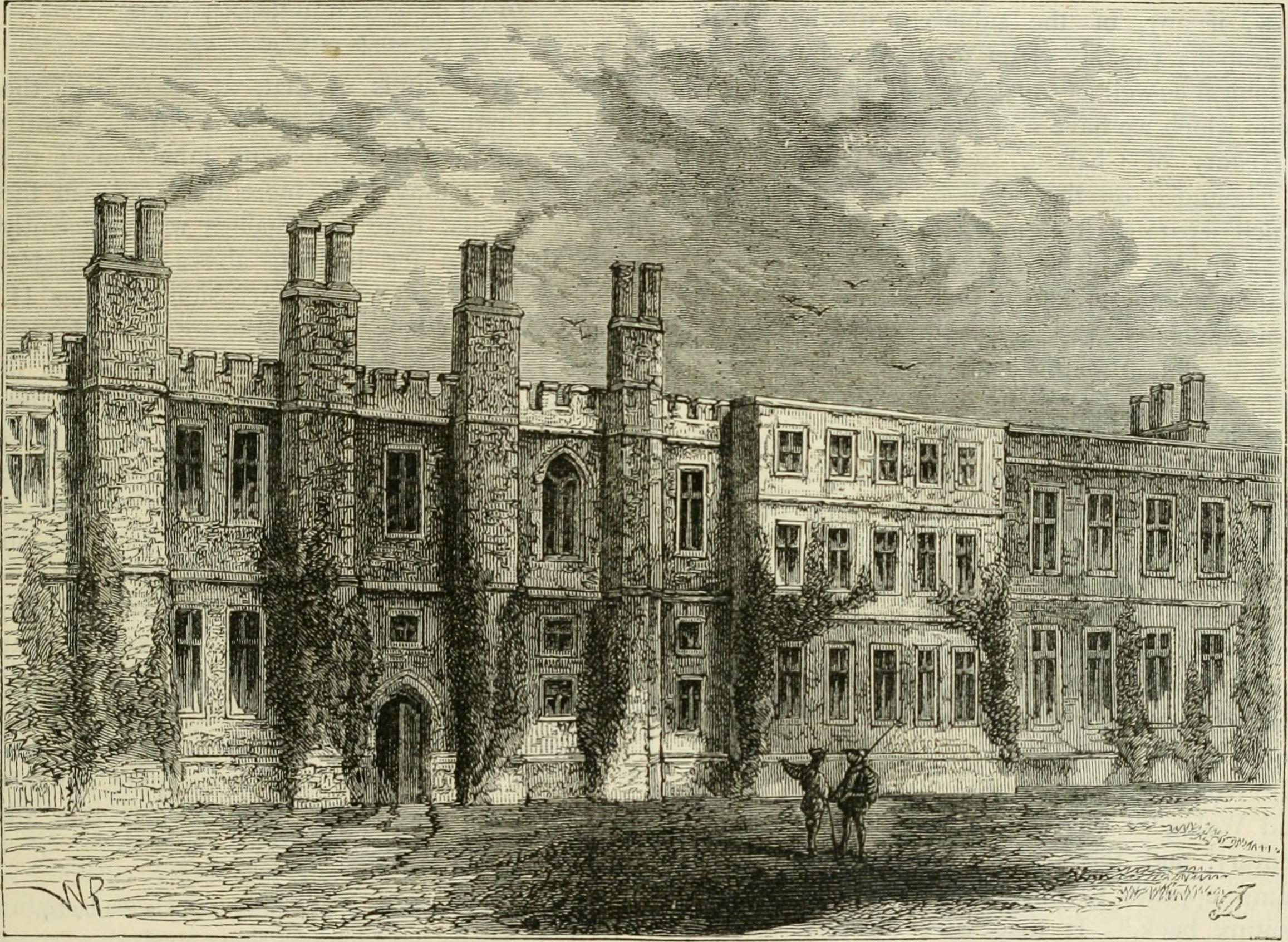
Chelsea Manor 1873.

Chelsea Manor var en kunglig bostad som köptes av Henrik VIII av England 1536. Elisabet I av England bodde där, som prinsessa, mellan 1536 och 1548. Därefter beboddes det av Anna av Kleve som dog där 1557. Bland övriga ägare finns James Hamilton, 1:e hertig av Hamilton, Charles Cheyne, 1:e vicomte av Newhaven, Sir Hans Sloane och biskoparna i Winchester. Det fanns tre byggnader på platsen, den sista revs 1825 av Earl Cadogan och ersattes av fashinabla bostadsgator som än i dag delvis ägs av Cadogan Estate.